# Thor Pedersen
Thor Pedersen   (Bergen, 31 d'agost de 1924 - 15 d'agost de 2008) fou un remer noruec que va competir durant les dècades de 1940 i 1950.
El 1948 va prendre part en els Jocs Olímpics de Londres, on guanyà la medalla de bronze en la prova del vuit amb timoner del programa de rem.